# Glas Isar

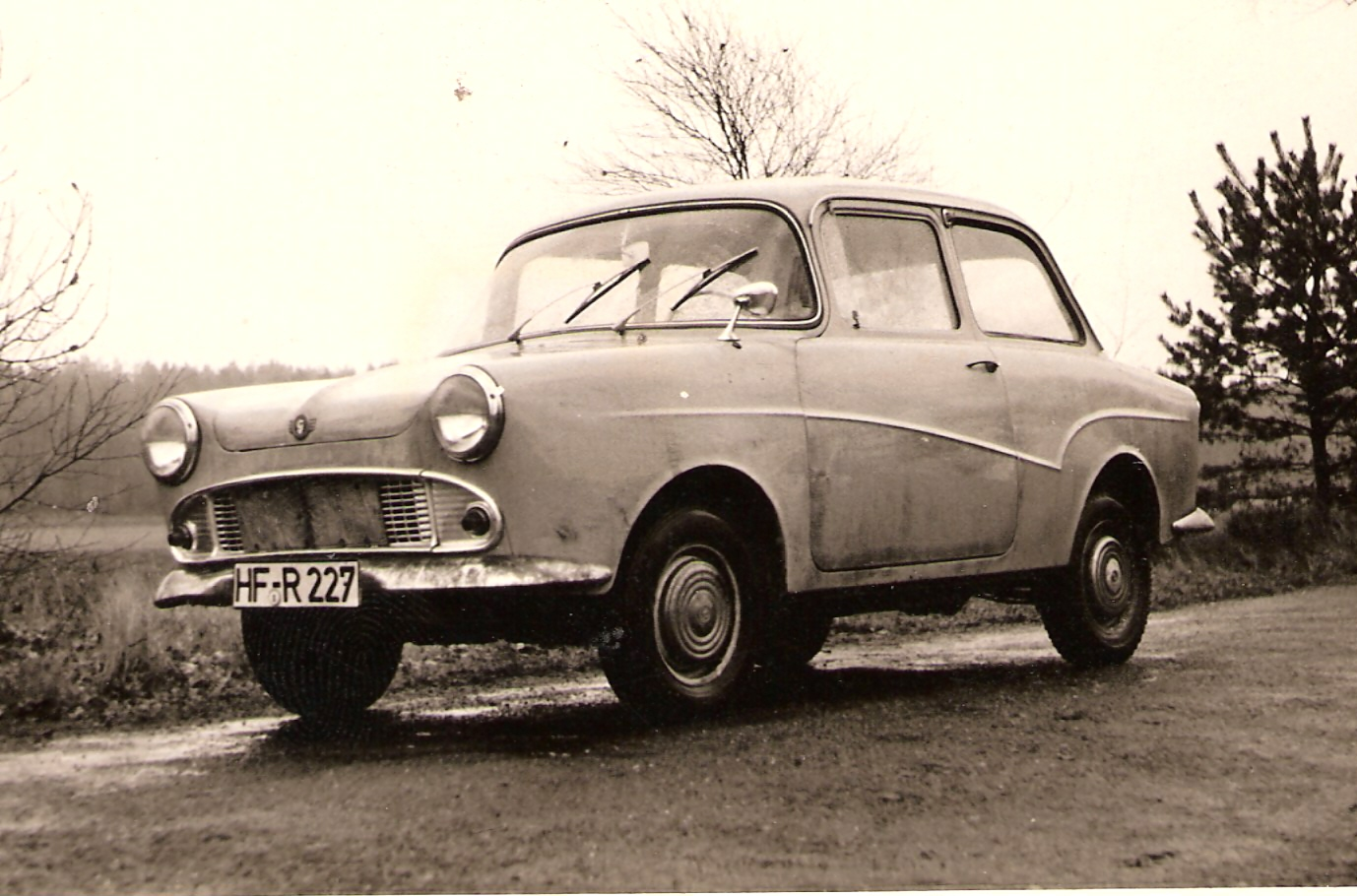
Glas Isar T600 (1958)

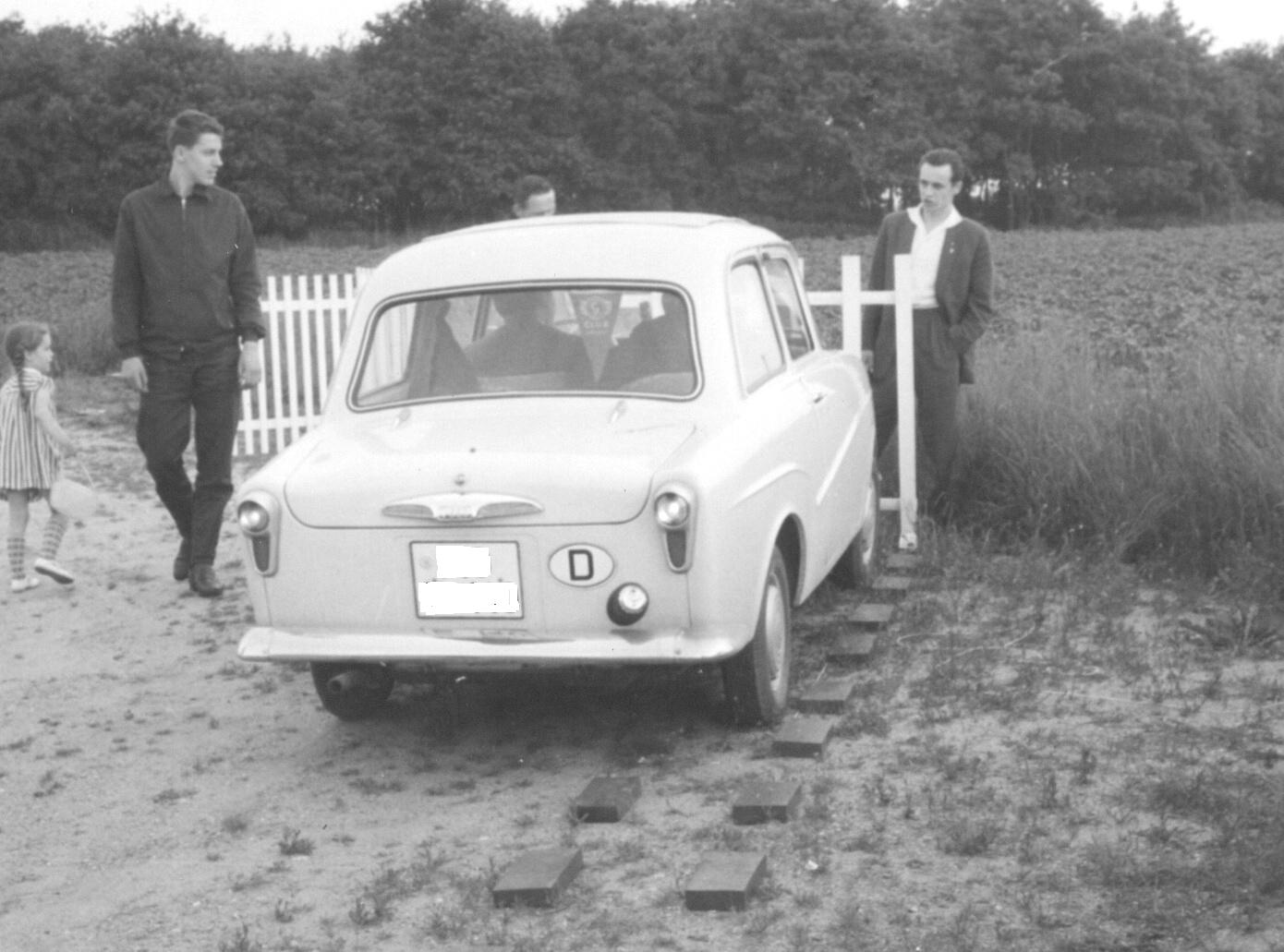
Heckansicht

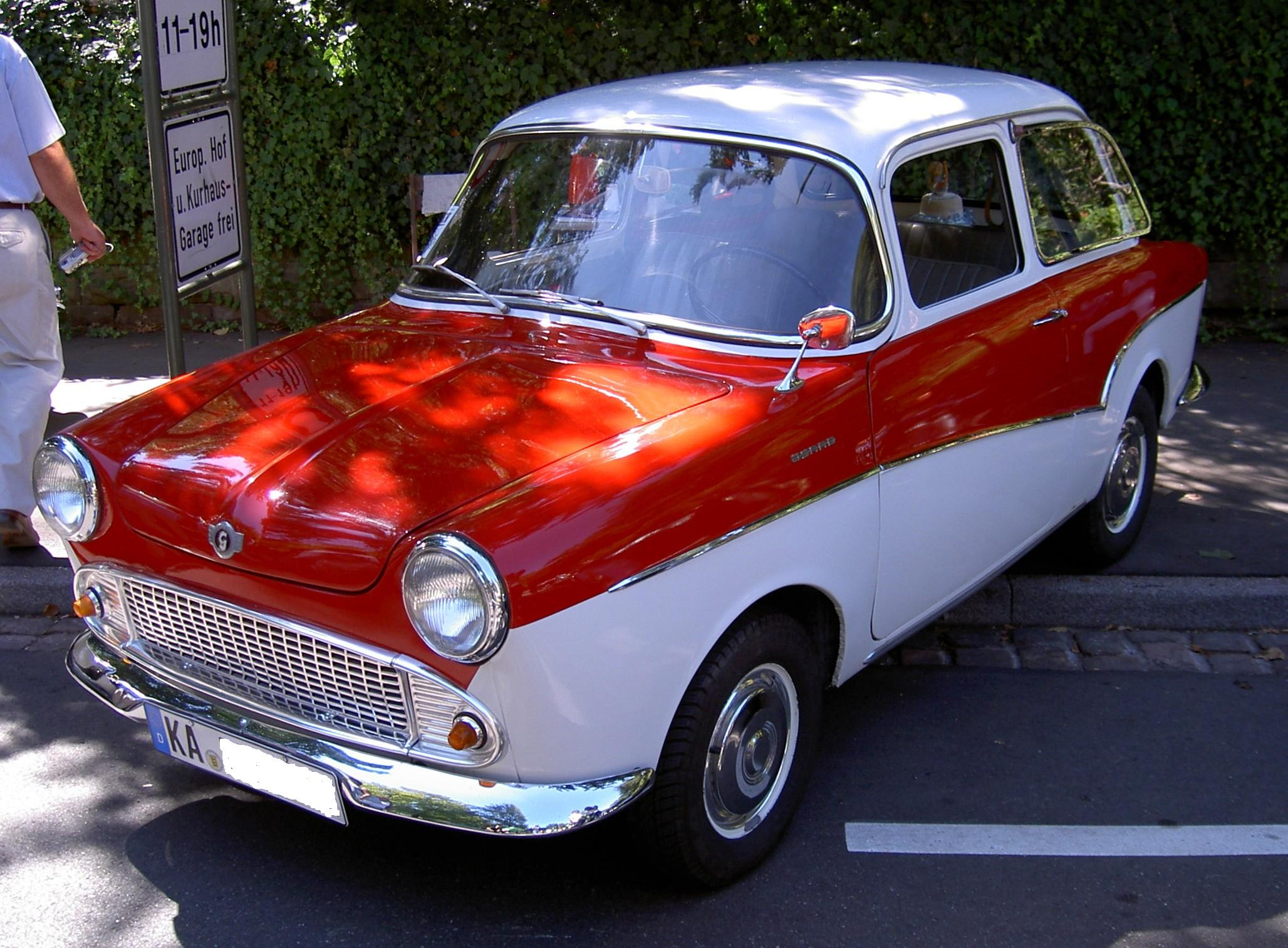
Glas Isard (1964), Exportmodell für Belgien

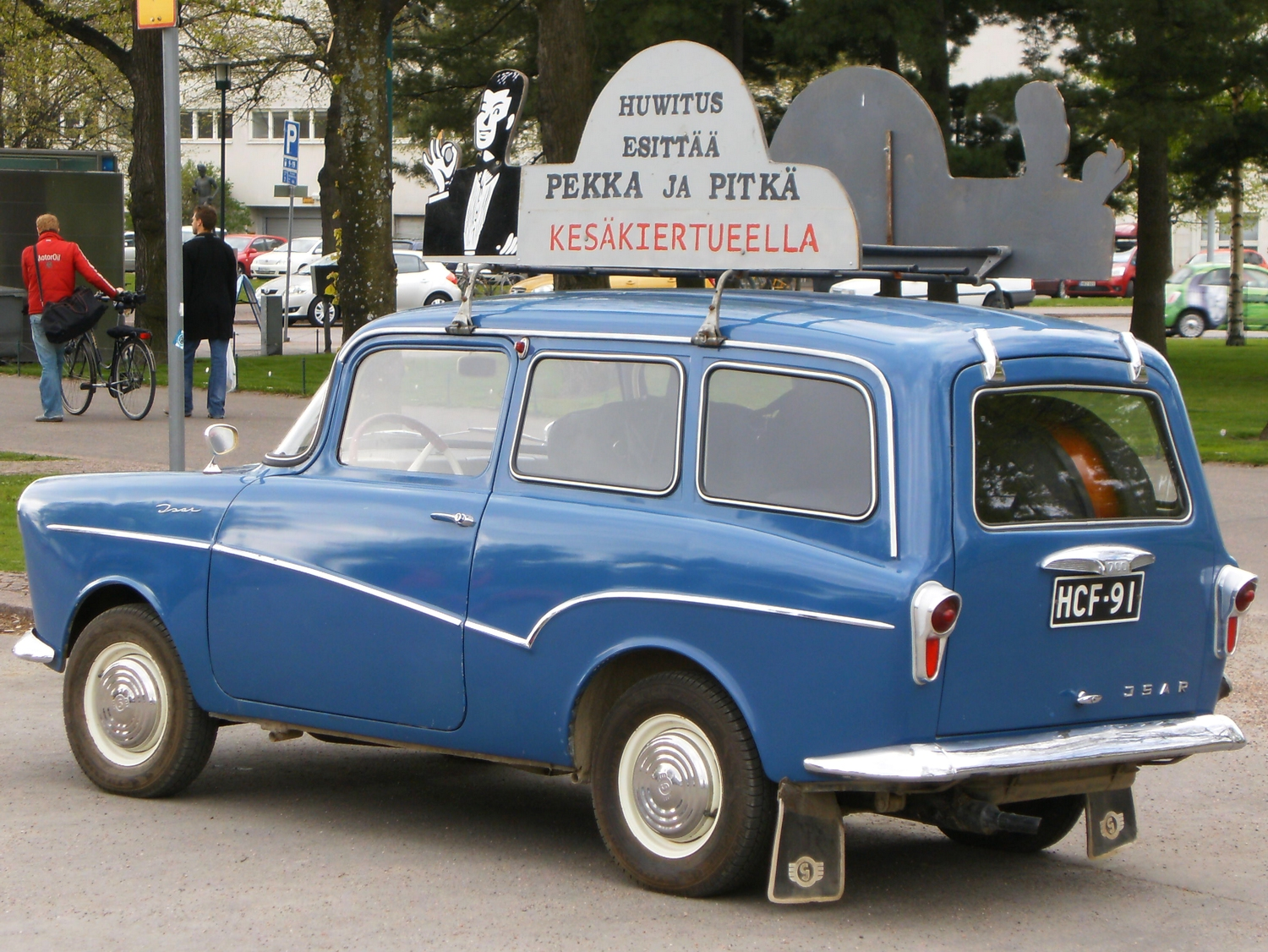
Glas Isar K600 Kombi

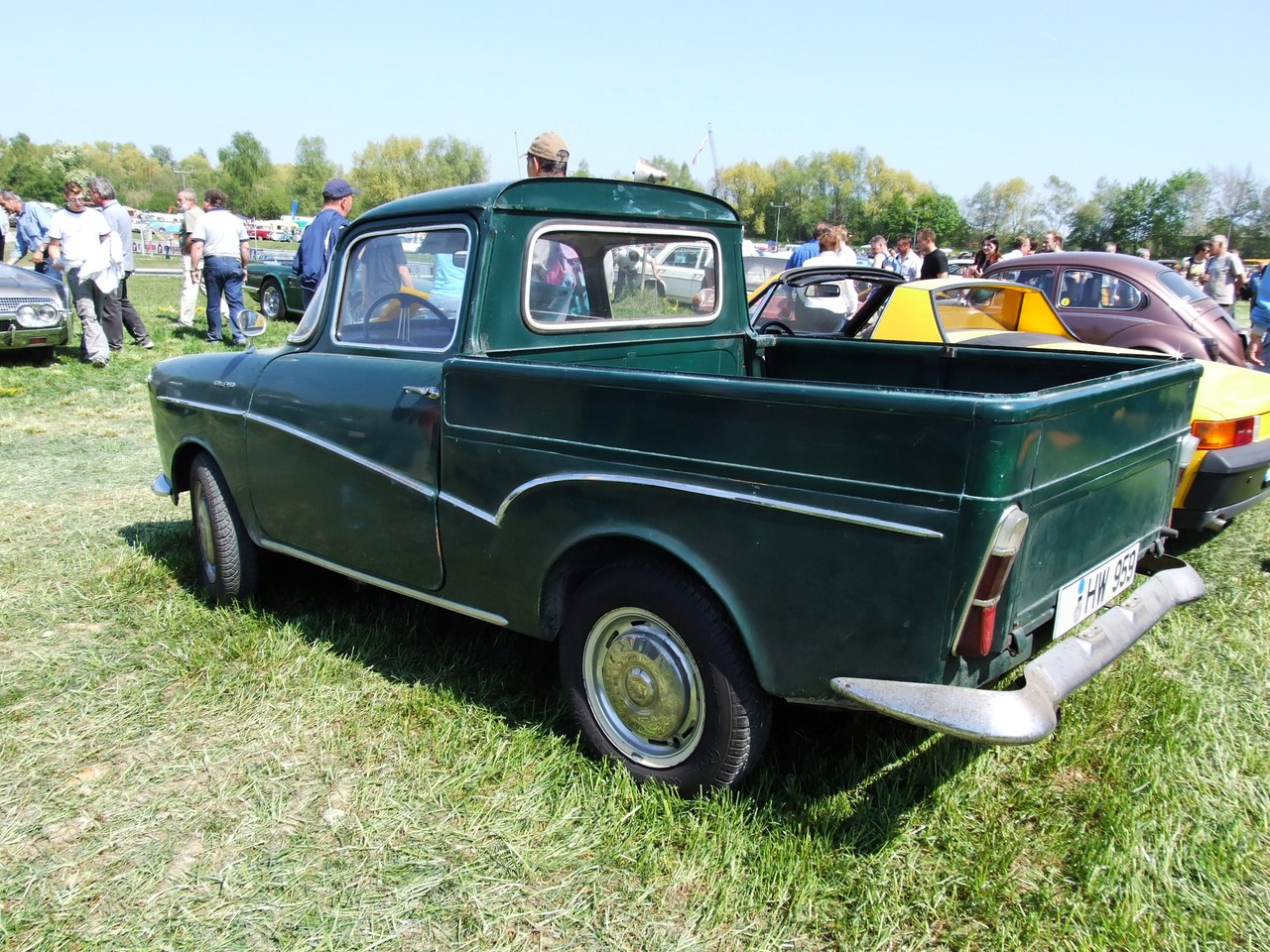
Glas Isar Pickup, Einzelstück von Frua

Der Glas Isar (für den Export: Isard) ist ein Kleinwagen der früheren Hans Glas GmbH in Dingolfing (seit 1966 Teil von BMW). Da bis zu seinem Erscheinen nur das Goggomobil als Pkw aus Dingolfing bekannt war, wurde er anfangs als „Großes Goggomobil“ vermarktet.

## Geschichte

### Prototyp
Der noch nicht fahrfertige Prototyp stand im September 1957 auf der IAA in Frankfurt am Main. Der Wagen hatte einen Zweizylinder-Boxermotor und Frontantrieb.
In der Folge stellte sich heraus, dass er viel zu kopflastig geraten war, weil der Motor weit vor der Vorderachse lag. Um den Antriebsblock zurückzuversetzen, hätte die Karosserie vollkommen neu konstruiert werden müssen, wofür weder Zeit noch Geld vorhanden waren. Deshalb entschieden sich die Konstrukteure für einen konventionellen Hinterradantrieb. Das für Frontantrieb ausgelegte Viergang-Getriebe konnte ebenfalls nicht mehr geändert werden, sodass sich ein etwas ungewöhnliches Schaltschema ergab: Der 2. und 4. Gang lagen vorne, der 1. und 3. hinten. Für die Serienfertigung wurde auch stilistisch noch einiges verändert und das Reserverad aus dem Kofferraum über den Motor verlegt.

### Goggomobil T 600
Am 12. Juni 1958 begann die Serienfertigung der neuen viersitzigen Limousine mit zwei Türen. Panorama-Windschutzscheibe, kleine Heckflossen und die Zweifarbenlackierung entsprachen der damaligen Mode, die aus den USA nach Europa kam. Die schlüssellochförmigen Heckleuchten erinnerten an den Opel Kapitän dieser Zeit. Bemerkenswert für die Zeit war die selbsttragende Ganzstahlkarosserie mit (ab 1959) durch kastenförmige Längsträger versteifter Bodenpartie. Die Vorderräder waren einzeln an unteren Quer- und oberen Längslenkern mit Schraubenfedern aufgehängt; hinten hatte der Wagen – wie in jener Zeit noch weit verbreitet – eine Starrachse mit Blattfedern.
Der Boxermotor mit einem Hubraum von 584 cm³ entwickelte 20 PS (15 kW) bei 5000/min. Damit war eine Höchstgeschwindigkeit von 98 km/h erreichbar. Der Normverbrauch lag bei 5,3 l/100 km Normalbenzin.

### Goggomobil T 700
Ab August 1958 wurde der ersten Ausführung eine stärkere Variante zur Seite gestellt. Ihr Motor hatte 688 cm³ Hubraum und leistete 30 PS (22 kW). Die Höchstgeschwindigkeit betrug 110 km/h, die Beschleunigung 40 s (0–100 km/h). Der Verbrauch stieg auf 5,8 l/100 km.

## Modellpflege Glas Isar (Limousine und Kombi)
Um sich vom Kleinstwagen Goggomobil zu lösen, erhielten die technisch unveränderten Wagen im November 1959 die Namen Isar T 600 bzw. Isar T 700. Gleichzeitig erschienen auch dreitürige Kombivarianten, die sich Isar K 600 und Isar K 700 nannten.
Im August 1960 erschienen von allen vier Varianten überarbeitete Modelle. Die Wagen waren in der Länge um 25 mm gewachsen (durch Aufsätze aus Blech für die neuen Rückleuchten) und hatten auf Wunsch vorne und hinten verchromte Stoßfängerbügel – entsprechend den neuen Vorschriften für die USA. Anstatt der Rücklichter in Schlüssellochform gab es nun längliche von etwa der doppelten Größe. Angepasst an die neuen Rückleuchten hatte der Isar hinten nun geschwungene Stoßstangenecken, der große Kofferdeckelgriff verschwand und die Kennzeichenbeleuchtung wurde in das Mittelteil der hinteren Stoßstange verlegt. Das Dach wurde im hinteren Bereich leicht angehoben und dadurch Platz für eine viel größere Heckscheibe geschaffen. Bei den zuletzt gebauten Modellen war das Armaturenbrett mit schwarzem Kunstleder bezogen, außerdem erhielten sie das Lenkrad und die vorderen Sitze des größeren Modells 04.
Die schwächer motorisierten Varianten hatten nur noch 19 PS (14 kW), erreichten aber 105 km/h Höchstgeschwindigkeit.
In dieser Form wurden die Wagen bis August 1965 hergestellt.

## Technische Probleme
Die ersten Varianten des „Großen Goggomobils“ hatten erhebliche Anfangsmängel: Die Aluminium-Druckgussgehäuse der Motoren verformten sich bei hohen Betriebstemperaturen. Durch diesen Defekt konnte der Benzinverbrauch bis auf 12 l/100 km steigen. Die Karosserien verwanden sich auf schlechten Straßen so stark, dass Risse entstanden und im schlimmsten Fall die Panorama-Frontscheibe aus ihrem Rahmen fiel. Die Reklamationen kosteten die Hans Glas GmbH viel Geld und schadeten dem Ruf des Unternehmens.

## Varianten

### Abmessungen
- Bis Juli 1960: Länge 3430 mm, Breite 1470 mm, Höhe 1380 mm, Radstand 2000 mm
- Ab August 1960: Länge 3455 mm, Breite 1470 mm, Höhe 1380 mm, Radstand 2000 mm

### Technische Daten
| Typ                   | Bauzeitraum     | Hubraum | Leistung      | Vmax     | Gewicht | Beschleunigung (0–100 km/h) | Verbrauch*   |
| --------------------- | --------------- | ------- | ------------- | -------- | ------- | --------------------------- | ------------ |
| Goggomobil T 600      | 06/1958–10/1959 | 584 cm³ | 20 PS (15 kW) | 102 km/h | 650 kg  | 61 s                        | 5,3 l/100 km |
| Isar T 600            | 11/1959–07/1960 | 584 cm³ | 20 PS (15 kW) | 102 km/h | 650 kg  | 61 s                        | 5,3 l/100 km |
| Isar K 600            | 11/1959–07/1960 | 584 cm³ | 20 PS (15 kW) | 98 km/h  | 705 kg  | 61 s                        | 5,4 l/100 km |
| Isar T 600 (Facelift) | 08/1960–08/1965 | 584 cm³ | 19 PS (14 kW) | 105 km/h | 650 kg  | 65 s                        | 5,4 l/100 km |
| Isar K 600 (Facelift) | 08/1960–08/1965 | 584 cm³ | 19 PS (14 kW) | 105 km/h | 720 kg  | 65 s                        | 5,4 l/100 km |
| Goggomobil T 700      | 08/1958–10/1959 | 688 cm³ | 30 PS (22 kW) | 112 km/h | 650 kg  | 40 s                        | 5,6 l/100 km |
| Isar T 700            | 11/1959–07/1960 | 688 cm³ | 30 PS (22 kW) | 112 km/h | 650 kg  | 40 s                        | 5,6 l/100 km |
| Isar K 700            | 11/1959–07/1960 | 688 cm³ | 30 PS (22 kW) | 110 km/h | 705 kg  | 40 s                        | 5,8 l/100 km |
| Isar T 700 (Facelift) | 08/1960–08/1965 | 688 cm³ | 30 PS (22 kW) | 110 km/h | 650 kg  | 40 s                        | 5,5 l/100 km |
| Isar K 700 (Facelift) | 08/1960–08/1965 | 688 cm³ | 30 PS (22 kW) | 110 km/h | 720 kg  | 40 s                        | 5,5 l/100 km |

- Der „Normverbrauch“ nach DIN 70030 wurde mit gleich bleibend Dreiviertel der Höchstgeschwindigkeit, höchstens jedoch 110 km/h, auf ebener Strecke ermittelt.

## Produktionszahlen
- Goggomobil T 600 und Isar T 600/K 600 bis Juli 1960: 16.940 Stück
- Goggomobil T 700 und Isar T 700/K 700 bis Juli 1960: 25.092 Stück
- Isar T 600 / K 600 (Facelift) ab August 1960: 15.069 Stück
- Isar T 700 / K 700 (Facelift) ab August 1960: 31.460 Stück

## Export
Der Isar wurde in mehrere Länder exportiert. Der Name wurde auf einigen ausländischen Märkten zu ISARD verändert, so zum Beispiel für den französischen Markt, wobei „Isard“ in der französischen Sprache die Pyrenäen-Gämse bezeichnet. Eine andere Erklärung behauptet, es wäre angeblich aufgefallen, dass „Isar“ in einigen Sprachen „dumm“ bedeuten würde, was aber beides unbelegt ist.

## Auslandsproduktion
Isard Argentina aus Argentinien fertigte das Modell in Lizenz.

## Quelle
- Hanns-Peter Rosellen: Vom Goggomobil zum Glas V8. Zyklam-Verlag, Frankfurt 1985, ISBN 3-88767-075-2.